# Esteban de Ripon

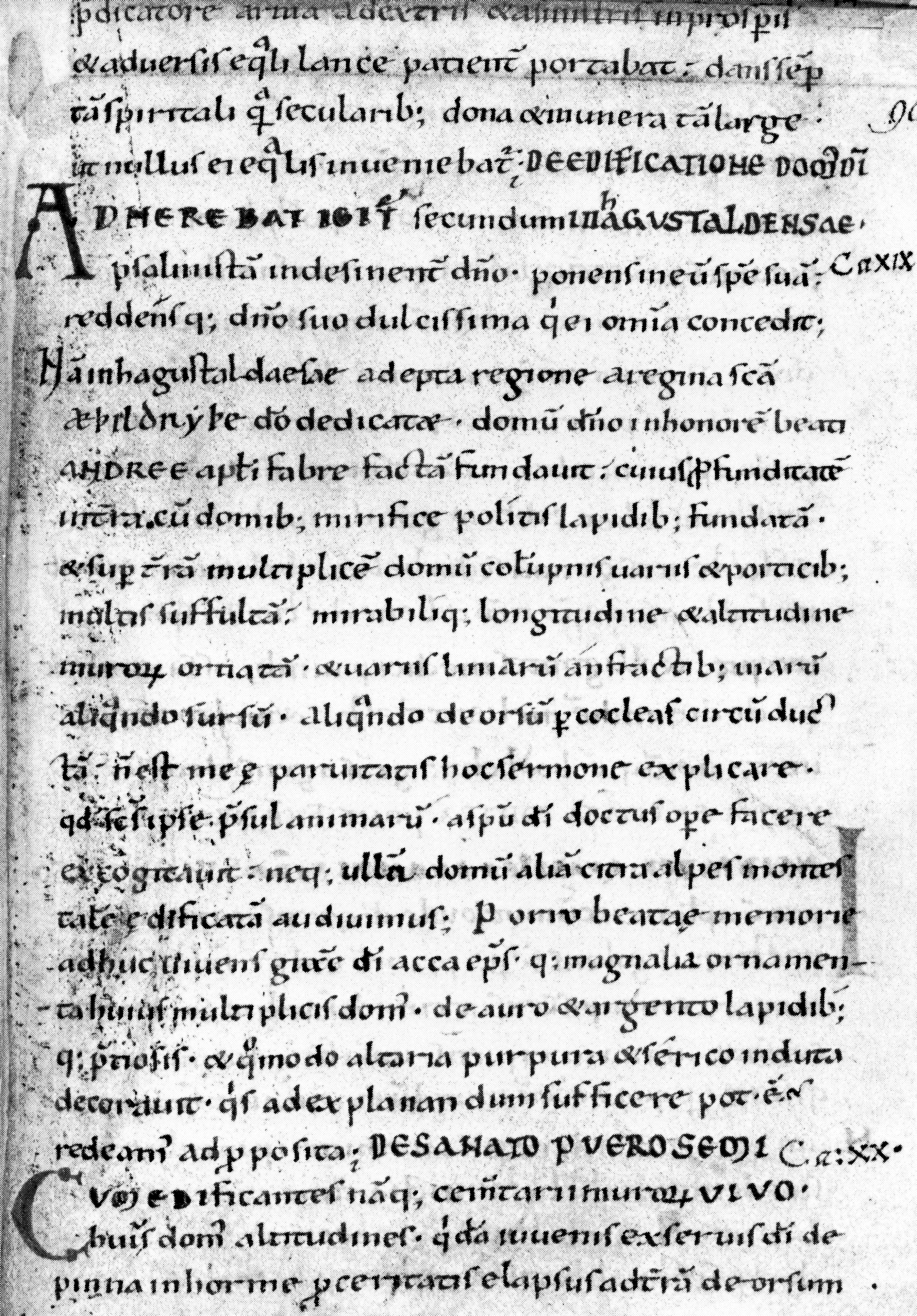
Página de un manuscrito del de la Vita Sancti Wilfrithi describiendo la fundación de Hexham Abbey

Esteban de Ripon fue el autor del texto hagiográfico Vita Sancti Wilfrithi ("la Vida de San Wilfrid"). Otros nombres que tradicionalmente se le han atribuido son Eddius Estéfano o Æddi Stephanus, pero los historiadores actuales tienden a favorecer el de "Esteban."

## Vida
Se sabe muy poco sobre la vida de Esteban de Ripon. El autor de la Vita Sancti Wilfrithi se identifica a sí mismo como "Esteban, un sacerdote". Beda menciona que Wilfrid trajo un maestro de canto de Kent, Ædde Stephanus, a Ripon en 669 para enseñar canto, y tradicionalmente se ha pensado que este era la misma persona que el "Esteban" mencionado. Sin embargo, no hay evidencia sólida de que los dos nombres describen la misma persona. Si los dos fueran, de hecho, el mismo, Esteban tendría al menos veinte años de edad cuando llegó al norte, colocándolo en sesenta años de edad o más a la muerte de Wilfrid en el año 709.
Independientemente de si Esteban, el sacerdote, fuera o no el maestro de canto, parece haber sido seguidor de Wilfrid y fue capaz de consultar con personas que habían conocido estrechamente a Wilfrid para la Vida de San Wilfrid. Escribió para los monjes en Ripon, muchos de los cuales habían conocido Wilfrid.

## Escritos

### La vida de San Wilfrid
La Vida de San Wilfrid es la única fuente documental sobre San Wilfrid, aparte de la Historia Ecclesiastica de Beda. Fue escrito poco después de Wilfrid la muerte en el año 709. El encargo vino de Acca de Hexham, uno de los seguidores de Wilfrid, que más tarde se convertiría en obispo y sucedería a Wilfrid en la Sede de Hexham. Aunque Esteban posiblemente conocía a Wilfrid personalmente y tuvo acceso a otras personas que lo conocieron, relata varios acontecimientos extraordinarios y hace uso de otras fuentes escritas. Incluso copia dos líneas directamente desde El Anónimo la Vida de Cuthbert, entre otros préstamos. Sin embargo, a diferencia de muchos de las primeras hagiografías medievales, que consistían en cadenas de milagros atribuidos a los santos, la Vida toma la forma de una descripción cronológica e incluye nombres específicos y eventos.
No se sabe exactamente el objetivo de Esteban al escribir la Vida de San Wilfrid, pero los eruditos tienen varias teorías. Se ha argumentado que uno de los propósitos era desmontar el culto basado en Cuthbert y reemplazarlo por el de Wilfrid. Sin embargo, los préstamos tomados por Esteban sólo constituyen un pequeño porcentaje del total, y se hallan completamente localizados en la primera parte de la obra, haciendo esta teoría improbable.
El trabajo está muy sesgado en favor de Wilfrid e incluye explícitas comparaciones de Wilfrid con personajes del Antiguo Testamento y el Apóstol Pablo. Al principio, Esteban explica que la comunidad le instó a escribir la Vida. El objetivo de Esteban podría haber sido simplemente describir los sentimientos de la comunidad acerca de la santidad y la bondad de la vida de Wilfrid, a quien habían conocido personalmente.

## Significado
La Vida de esteban de San Wilfrid fue uno de las primeras historias Anglosajones, y la más antigua que ha sobrevivido. Beda evidentemente la utilizó como fuente para las secciones de su Historia Ecclesiastica, aunque él no reconoce.
La Vida de San Wilfrid también es importante, ya que proporciona una perspectiva contemporánea sobre los eventos que ocurrieron durante la vida de Wilfrid. Por ejemplo, proporciona un relato del Sínodo de Whitby, que difiere del de Beda. Mientras los escritos de Esteban han sido objeto de más críticas que los de Beda, el relato que aparece en la Vida de San Wilfrid revela factores políticos que podrían haber afectado el Sínodo junto a la controversias descritas por san Beda.